# Sanguinet
Sanguinet é uma comuna francesa na região administrativa da Nova Aquitânia, no departamento Landes. Estende-se por uma área de 80,71 km². Em 2010 a comuna tinha 4 407 habitantes (densidade: 54,6 hab./km²).